# كوناشلي (أديامان)
كوناشلي (بالكردية: Lîf‏) (بالتركية: Güneşli)‏ هي قرية تتبع إداريّاً لمديرية أديامان في محافظة أديامان التركية الواقعة في جنوب شرق الأناضول. بلغ عدد سكانها 209 نسمة في عام 2021.